# Henri Niskanen
Henri Niskanen (ur. 4 lipca 1980 w Kempali) – fiński kierowca wyścigowy.

## Biografia
W 1998 roku startował w Fińskiej Formule Ford Zetec oraz Fińskiej Formule Ford Junior, zajmując w obu seriach trzecie miejsce na koniec sezonu. W sezonie 1999 uczestniczył Reynardem 923 w Fińskiej Formule 4 i został sklasyfikowany na szóstej pozycji. W roku 2000 zadebiutował w Fińskiej Formule 3, gdzie przeważnie ścigał się Dallarą. Ogółem wygrał w tej serii sześć wyścigów, a w 2001 roku został wicemistrzem. W latach 2001 i 2003 był również uczestnikiem mistrzostw Hiszpańskiej Formuły 3, natomiast w 2004 roku rywalizował w Niemieckiej Formule Renault 2.0.

## Wyniki
| Legenda oznaczeń w tabelach wyników Wyświetl szablon na nowej stronie | Legenda oznaczeń w tabelach wyników Wyświetl szablon na nowej stronie                                                                     |
| Oznaczenie                                                            | Wyjaśnienie |
| --------------------------------------------------------------------- | --- |
| Złoty                                                                 | Zwycięzca lub mistrzostwo |
| Srebrny                                                               | 2. miejsce lub wicemistrzostwo |
| Brązowy                                                               | 3. miejsce lub II wicemistrzostwo |
| Zielony                                                               | Ukończył, punktował (w klasyfikacji generalnej, gdy zdobył co najmniej jeden punkt na przestrzeni sezonu, poza trzema powyższymi opcjami) |
| Niebieski                                                             | Ukończył, nie punktował (w klasyfikacji generalnej, gdy nie zdobył co najmniej jednego punktu na przestrzeni sezonu)                      |
| Czerwony                                                              | Nie zakwalifikował się (NZ) |
| Czerwony                                                              | Nie prekwalifikował się (NPK) |
| Różowy                                                                | Nie ukończył (NU) |
| Różowy                                                                | Niesklasyfikowany (NS) (w klasyfikacji generalnej, gdy nie został sklasyfikowany w żadnym wyścigu sezonu)                                 |
| Czarny                                                                | Zdyskwalifikowany (DK) |
| Czarny                                                                | Wykluczony (WYK/EX) |
| Biały                                                                 | Nie wystartował (NW) |
| Biały                                                                 | Kontuzjowany (K/INJ) |
| Biały                                                                 | Wyścig odwołany (OD/C) |
| Bez koloru                                                            | Został wycofany (WYC/WD) |
| Bez koloru                                                            | Nie przybył (NP/DNA) |
| Bez koloru                                                            | Nie brał udziału w treningach (NT/DNP) |
| Bez koloru                                                            | Nie został zgłoszony (–) |
| Pogrubienie                                                           | Start z pole position |
| Kursywa                                                               | Najszybsze okrążenie wyścigu |
| †                                                                     | Nie ukończył, ale jego rezultat został zaliczony ze względu na przejechanie więcej niż 90% dystansu wyścigu.                              |
| *                                                                     | Sezon w trakcie |
| 1/2/3                                                                 | Punktowana pozycja w sprincie kwalifikacyjnym                                                                                             |
| Lista systemów punktacji Formuły 1                                    | |

### Fińska Formuła 3
| Rok  | Zespół        | Samochód     | Silnik | Wyniki w poszczególnych eliminacjach | Wyniki w poszczególnych eliminacjach | Wyniki w poszczególnych eliminacjach | Wyniki w poszczególnych eliminacjach | Wyniki w poszczególnych eliminacjach | Wyniki w poszczególnych eliminacjach | Wyniki w poszczególnych eliminacjach | Wyniki w poszczególnych eliminacjach | Wyniki w poszczególnych eliminacjach | Wyniki w poszczególnych eliminacjach | Wyniki w poszczególnych eliminacjach | Wyniki w poszczególnych eliminacjach | Pkt. | Msc. |
| ---- | ------------- | ------------ | ------ | ------------------------------------ | ------------------------------------ | ------------------------------------ | ------------------------------------ | ------------------------------------ | ------------------------------------ | ------------------------------------ | ------------------------------------ | ------------------------------------ | ------------------------------------ | ------------------------------------ | ------------------------------------ | ---- | ---- |
| 2000 |               |              |        | Finlandia                            | Finlandia                            | Finlandia                            | Finlandia                            | Finlandia                            | Finlandia                            | Finlandia                            | Finlandia                            | Finlandia                            | Finlandia                            |                                      |                                      | 243  | 7    |
| 2000 | 500-Kerho     | Reynard 923  | Toyota | NU                                   | 9                                    | 4                                    | 6                                    | 10                                   | 5                                    | 7                                    | 9                                    | 8                                    | 5                                    |                                      |                                      | 243  | 7    |
| 2001 |               |              |        | Finlandia                            | Finlandia                            | Finlandia                            | Finlandia                            | Finlandia                            | Finlandia                            | Finlandia                            | Finlandia                            | Finlandia                            | Finlandia                            | Finlandia                            | Finlandia                            | 408  | 2    |
| 2001 | P1 Motorsport | Dallara F394 | Toyota | 5                                    | 1                                    | 1                                    | 1                                    | 2                                    | 3                                    | 5                                    | 10                                   | 11                                   | 7                                    | 2                                    | NU                                   | 408  | 2    |
| 2002 |               |              |        | Finlandia                            | Finlandia                            | Finlandia                            | Finlandia                            | Finlandia                            | Finlandia                            | Finlandia                            | Finlandia                            | Finlandia                            | Finlandia                            |                                      |                                      | 322  | 5    |
| 2002 | OFK-125       | Dallara F394 | Toyota | 1                                    | 4                                    | NU                                   | 5                                    | NU                                   | 8                                    | 3                                    | 3                                    | 1                                    | 1                                    |                                      |                                      | 322  | 5    |

### Hiszpańska Formuła 3
| Rok  | Zespół      | Samochód     | Silnik | Wyniki w poszczególnych eliminacjach | Wyniki w poszczególnych eliminacjach | Wyniki w poszczególnych eliminacjach | Wyniki w poszczególnych eliminacjach | Wyniki w poszczególnych eliminacjach | Wyniki w poszczególnych eliminacjach | Wyniki w poszczególnych eliminacjach | Wyniki w poszczególnych eliminacjach | Wyniki w poszczególnych eliminacjach | Wyniki w poszczególnych eliminacjach | Wyniki w poszczególnych eliminacjach | Wyniki w poszczególnych eliminacjach | Wyniki w poszczególnych eliminacjach | Pkt. | Msc. |
| ---- | ----------- | ------------ | ------ | ------------------------------------ | ------------------------------------ | ------------------------------------ | ------------------------------------ | ------------------------------------ | ------------------------------------ | ------------------------------------ | ------------------------------------ | ------------------------------------ | ------------------------------------ | ------------------------------------ | ------------------------------------ | ------------------------------------ | ---- | ---- |
| 2001 |             |              |        | Hiszpania                            | Hiszpania                            | Hiszpania                            | Hiszpania                            | Portugalia                           | Portugalia                           | Hiszpania                            | Hiszpania                            | Hiszpania                            | Hiszpania                            | Hiszpania                            | Hiszpania                            | Hiszpania                            | 13   | 23   |
| 2001 | G-Tec       | Dallara F399 | Toyota | -                                    | -                                    | -                                    | -                                    | -                                    | -                                    | -                                    | -                                    | -                                    | -                                    | -                                    | 7                                    | 12                                   | 13   | 23   |
| 2003 |             |              |        | Hiszpania                            | Hiszpania                            | Hiszpania                            | Hiszpania                            | Hiszpania                            | Hiszpania                            | Portugalia                           | Portugalia                           | Hiszpania                            | Hiszpania                            | Hiszpania                            | Hiszpania                            | Hiszpania                            | 4    | 22   |
| 2003 | G-Tec Sport | Dallara F300 | Toyota | -                                    | -                                    | 12                                   | NU                                   | -                                    | -                                    | -                                    | -                                    | -                                    | -                                    | -                                    | -                                    | -                                    | 4    | 22   |